# Noorderpoort (school)
Noorderpoort is een regionaal opleidingencentrum (ROC) met diverse locaties in de provincies Groningen en Drenthe. Het verzorgt middelbaar beroepsonderwijs, voortgezet algemeen volwassenenonderwijs, taal- en inburgeringscursussen en cursussen voor volwassenen.
Het opleidingscentrum kent 20 domeinen, met 173 opleidingen. De locaties zijn verspreid over Appingedam, Assen, Delfzijl, Groningen, Stadskanaal, Veendam en Winschoten.

## Naamgeving
De naam Noorderpoort is bepaald naar aanleiding van een prijsvraag. De waarden waar Noorderpoort voor staan worden gereflecteerd door de lemniscaat in het logo: de lemniscaat is het symbool voor oneindigheid, en verwijst hiermee naar een leven lang ontwikkelen. Daarnaast  suggereert het een knooppunt en een verbinding.

## Geschiedenis
De school is in 1996 ontstaan uit de fusie van veertien scholen voor middelbaar onderwijs en volwassenenonderwijs. De naam Noorderpoort werd dat jaar via een prijsvraag door een jury onder leiding van Driek van Wissen bepaald. Het werd bekendgemaakt door Hans Alders, toenmalige Commissaris van de Koningin.
In 1998 en 2000 kwamen er nog vier scholen bij, waaronder een scholengemeenschap voor voortgezet onderwijs.
Sinds 2020 werkt Noorderpoort onder de noemer DNA samen met de regionale opleidingencentra Drenthe College (samen met Terra) en Alfa-college.

## Bekende personen
Opmerking Dit is een lijst van personen met een eigen artikel op de Nederlandstalige Wikipedia

### (Oud-)leerlingen en -studenten
- Ferry Doedens, acteur
- Walt Klink, acteur
- Majd Mardo, acteur
- Henk Staghouwer, politicus
- Steven Vegter, youtuber

### Staf
- Pim de Bruijne, voorzitter van de raad van toezicht
- Alina Kiers, presentatieworkshops op de School voor de Kunsten
- Paul de Rook, lid van het college van bestuur
- Philip Wagner, voormalig toezichthouder

## Erkenningen
- 2015: Beste Werkgever van Groningen, uitgeroepen door Effectory en Intermediair[5]

## Filialen

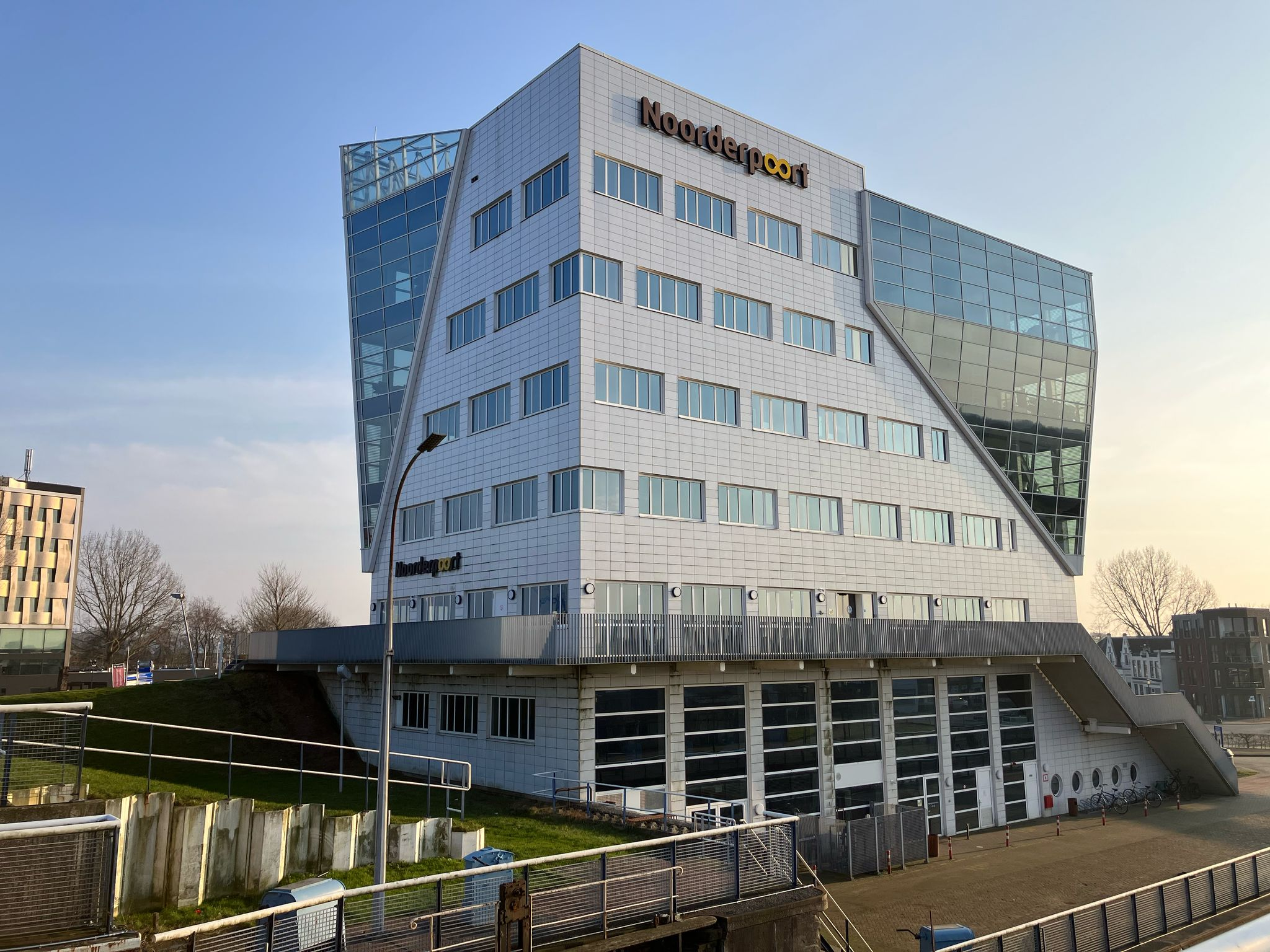
Noorderpoort nabij haven van Delfzijl.
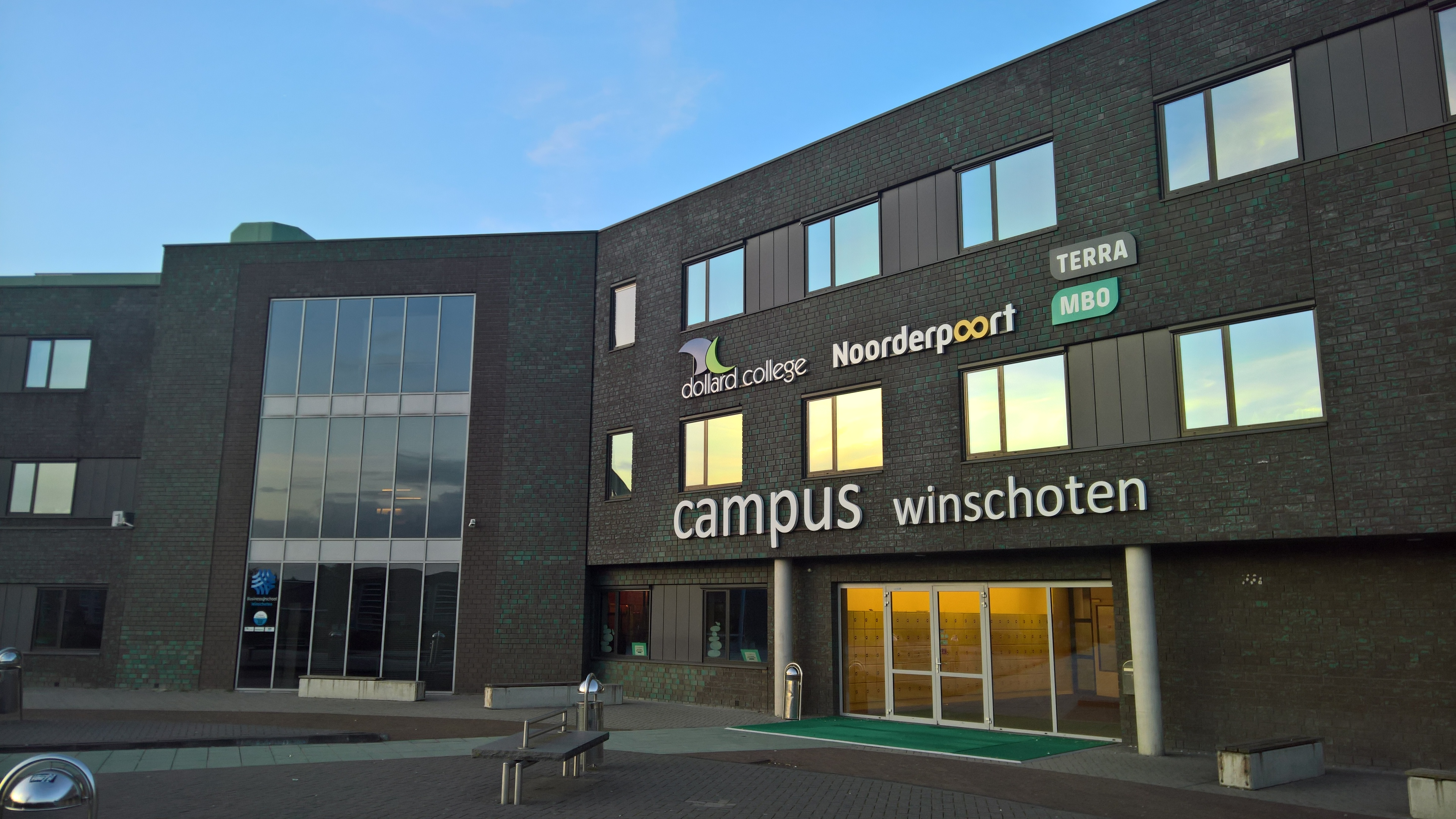
Noorderpoort in Campus Winschoten, Winschoten
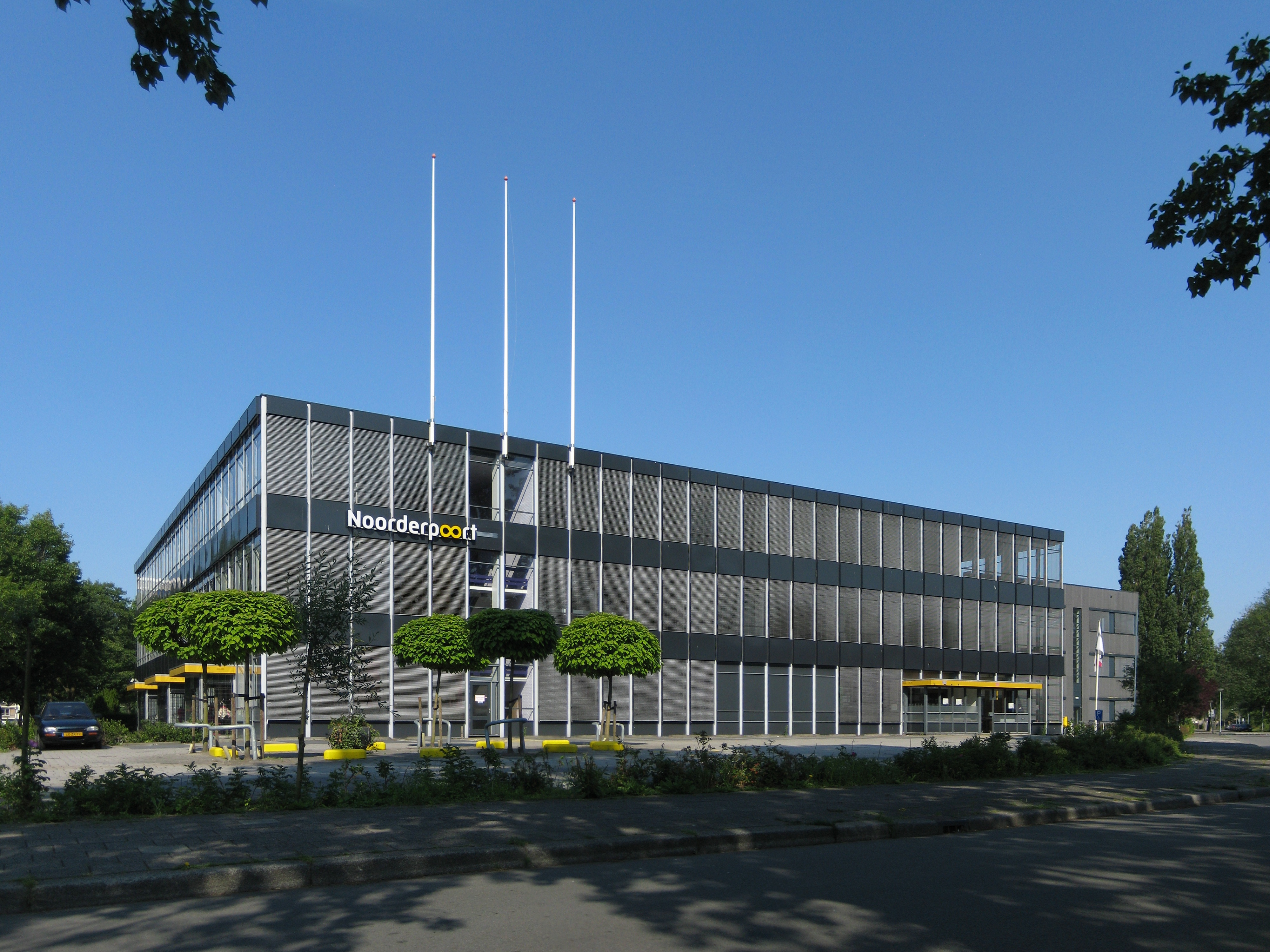
Filiaal aan de Hora Siccamasingel 177, Groningen
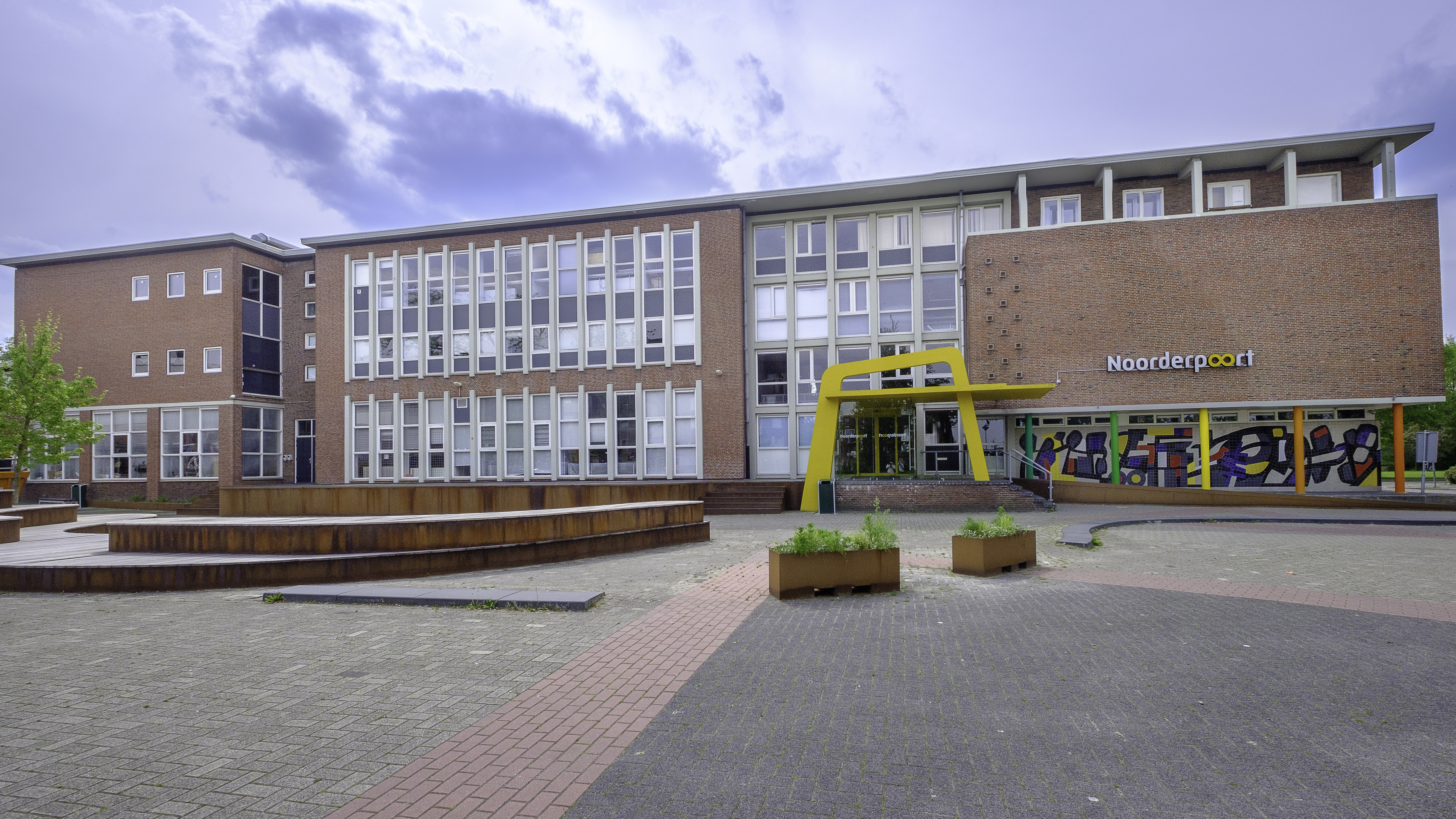
Filiaal aan de Verzetsstrijderslaan 2, Groningen